# جون مادن (لاعب هوكي الجليد)
جون مادن هو لاعب هوكي الجليد كندي، ولد في 4 مايو 1973 في باري في كندا.

## وصلات خارجية
- جون مادن على موقع دوري الهوكي الوطني (الإنجليزية)
- جون مادن على موقع إي إس بي إن.كوم (أن.إتش.أل) (الإنجليزية)
- جون مادن على موقع EliteProspects.com (الإنجليزية)
- جون مادن على موقع HockeyDB.com (الإنجليزية)
- جون مادن على موقع Hockey-Reference.com (الإنجليزية)